# Крепость в Фамагусте
Крепость Фамагусты (греч. Κάστρο της Αμμοχώστου) — крепостное сооружение в городе Фамагуста на Кипре, ныне на территории Турецкой республики Северного Кипра. В туристической литературе и путеводителях именуется замок (башня) Отелло (греч. Πύργος του Οθέλο) или замок Дездемоны (отсылки к персонажам шекспировской пьесы «Отелло»).
Крепость стоит в северо-восточной части старого города, вплотную примыкая к крепостной стене, окружающей грузовой порт.

## История
Первую башню для защиты порта Фамагусты возвёл кипрский король Генрих I де Лузиньян (1218—1253). Строительство крепости было завершено к 1310 году. 
После того, как в конце XV века остров перешёл под контроль Венецианской республики, крепость Фамагусты по распоряжению коменданта Николо Фоскари была в 1492 году реконструирована. Ремонтные работы, которые проводились также в отношении окружавших город крепостных стен, длились в целом около трёх лет.
Свой туристический ярлык «замок Отелло» получил уже во время колониального владения Кипром англичанами. Якобы Отелло, венецианский комендант Кипра, именно здесь задушил из ревности свою супругу Дездемону. Возможно, эта легенда восходит к реальным событиям из жизни губернатора Христофоро Моро, правившего островом в 1505—1508 годах, за 65 лет до захвата Кипра турками.

## Современное состояние
Крепость отстроена в стиле, присущем итальянской эпохе Возрождения. Над главным входом установлена каменная плита с изображением льва святого Марка, небесного патрона Венеции, с указанием имени Н. Фоскари и датой (1492). 
Крепость имеет четыре башни, соединённые внутренними переходами. В башнях были проделаны бойницы для ведения артиллерийского огня в случае нападения врага со стороны моря. При наступлении боевых действий переходы использовались бойцами для быстрой переброски подкреплений из одной башни к другой. К северу и югу от замка находится прилегающий к нему двор, где можно увидеть старинные турецкие и испанские бронзовые пушки, некоторым из которых более 400 лет, а также железные и каменные ядра к ним.
Внутри крепости имеется музейная экспозиция. В ноябре 2021 года стоимость посещения составляла 15 турецких лир либо 2 евро.

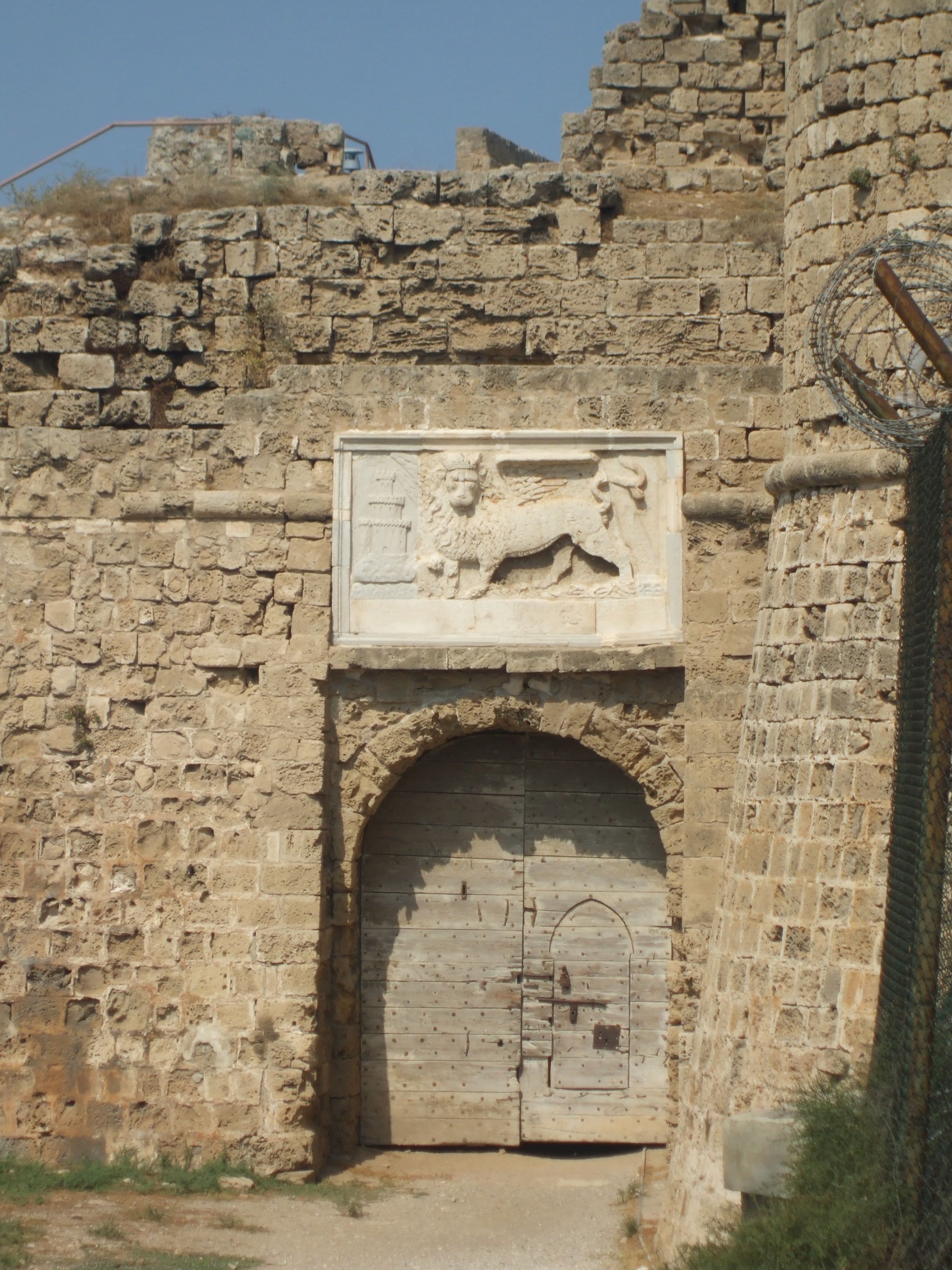
Ворота с венецианским львом святого Марка
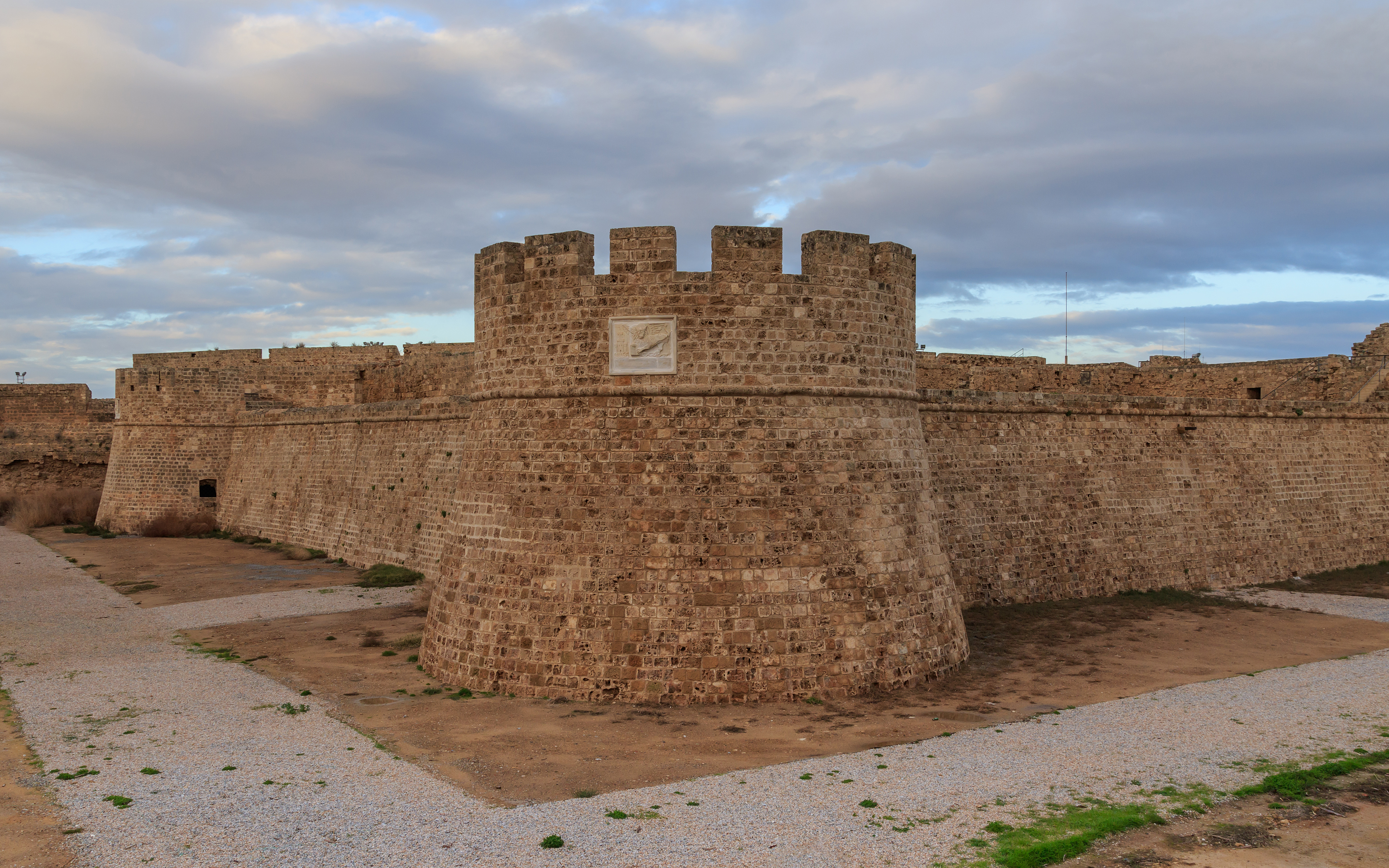
Венецианские бастионы
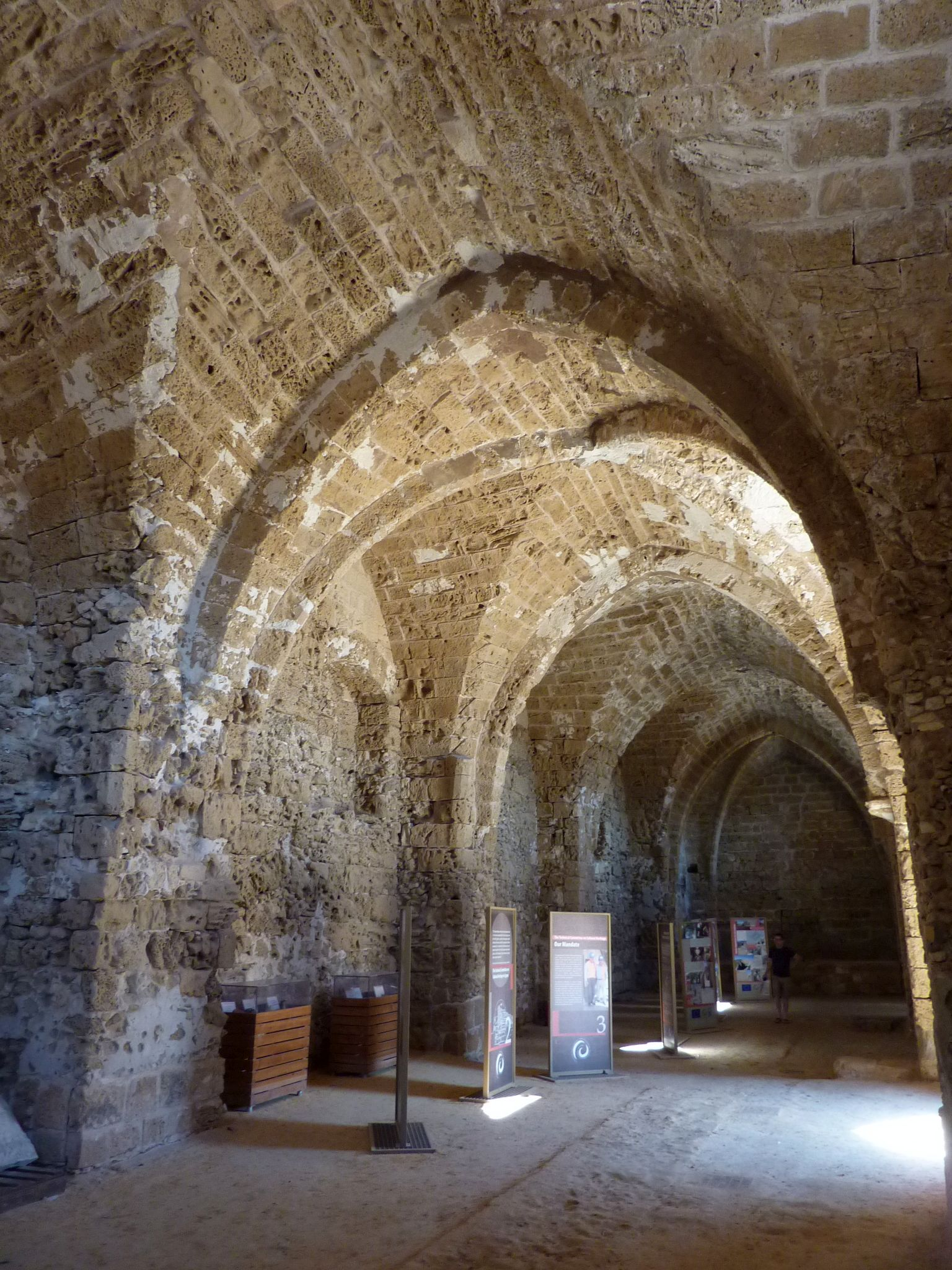
Коридоры с готическими сводами
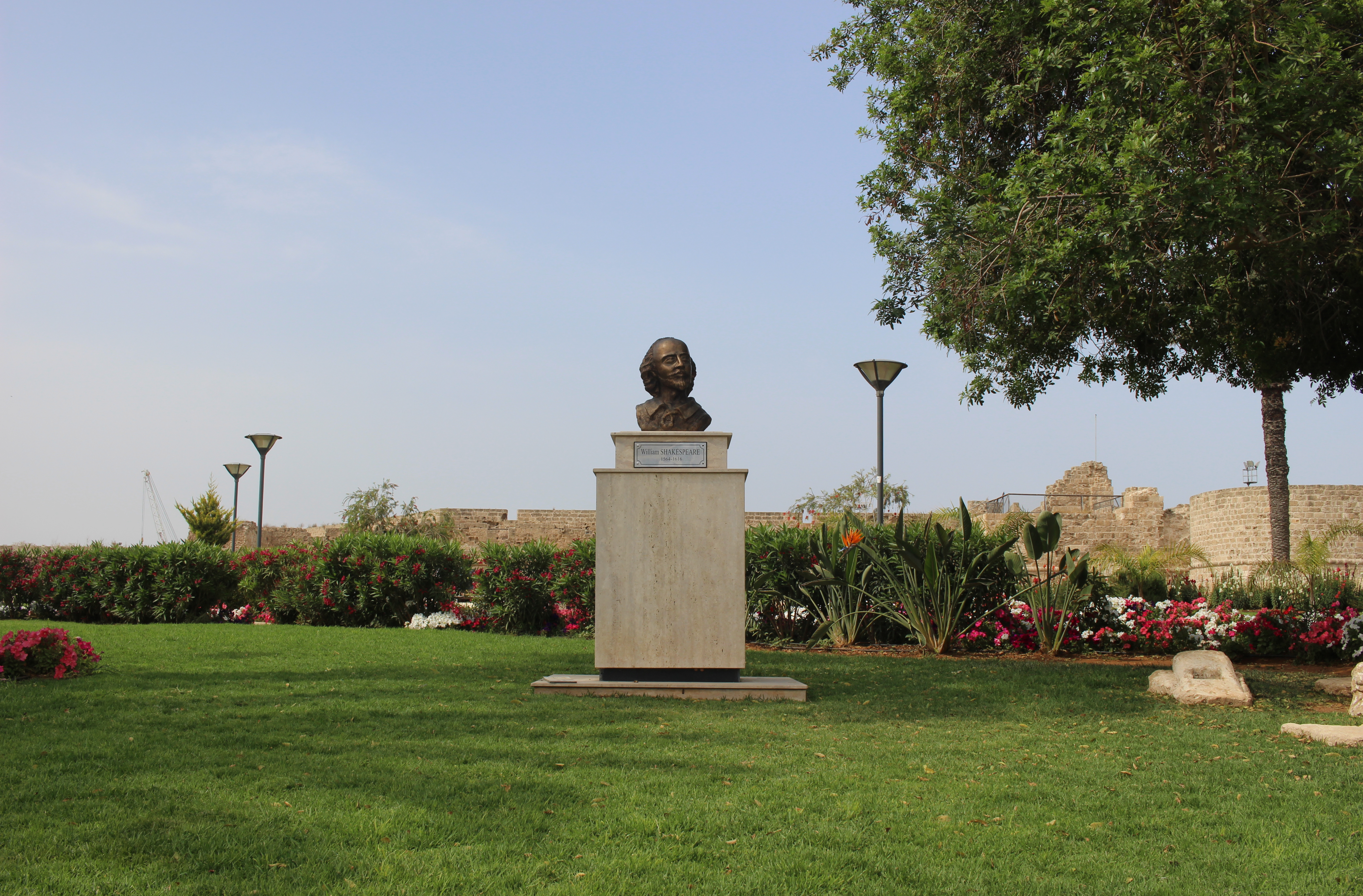
Бюст Шекспира